# 隱劍鬼爪
《隱劍 鬼爪》（日语：隠し剣 鬼の爪），為日本作家藤澤周平小說。導演山田洋次根据小说改编的電影版，由永瀬正敏主演，于2004年上映。

## 概要
為在2002年上映並且獨占國內電影獎和被提名為美國奧斯卡最佳外語片獎的『黃昏清兵衛』的導演山田洋次繼續將藤澤周平的小説電影化的時代劇第二彈。
由藤澤人氣劍豪小説『隠し剣』系列的『隱し剣　鬼の爪』和描述淡淡的男女愛情的人情劇『雪明り』兩篇短篇所改編，一位在東北地方小藩居住並且習得秘傳劍術的武士，由於以前的好友謀反脫逃於是自己一邊捲入了藩內的騷動，一邊卻又對服侍自己但卻地位不對稱的農夫女兒開始動心了。

## 故事大綱
幕末。在東北小藩海坂藩擔任侍衛的片桐宗藏與母親、妹妹志乃、女僕希惠住在一起並且每天過著雖然貧窮卻又充滿歡笑的生活。後來自己的母親過世、志乃和希惠也跟著嫁人而各自分離。有一天，宗藏在小町裡偶然的遇到了三年不見的希惠。原本嫁到大間油批發商伊勢屋的希惠不但沒有幸福的生活而且還因為寂寞造成身體瘦弱和病痛。在受不了那裡的生活後，希惠帶著消瘦的身體回到娘家，然後再次服侍貧窮的宗藏並且還讓她回復到以前每天充滿笑容的日子。有天，藩內發生大事，原來是以前和宗藏同為藩內劍術指導戶田寬齋學生的狹間彌市郎謀反。於是宗藏受命要追殺從山中監牢逃出的彌市郎…。

## 登場人物
- 片桐宗蔵 ： 永瀬正敏
- 希惠 ： 松隆子
- 島田左門 ： 吉岡秀隆
- 狭間彌市郎 ： 小澤征悦
- 島田志乃 ： 田畑智子
- 狭間桂 ： 高島禮子
- 片桐勘兵衛 ： 田中邦衛
- 片桐吟 ： 倍賞千恵子
- 醫師　：　笹野高史
- 戸田寛齋 ： 田中泯
- 島田門左衛門　：　綾田俊樹
- 大目付・甲田 ： 小林稔侍
- 家老・堀将監 ： 緒形拳
- 其他 ： 神戶浩、齋藤奈奈、志乃原良子、赤塚真人、松田洋治、小市慢太郎、北山雅康、松野太紀、近藤公園

## 工作人員
- 製作委員會成員：松竹、日本テレビ放送網、住友商事、博報堂DYメディアパートナーズ、日本出版販売、衛星劇場
- 製作代表：大谷信義、間部耕苹、岡素之、佐藤孝、大野隆樹、石川富康
- 製作総指揮：迫本淳一
- 製作者：久松猛朗
- 製片：深澤宏、山本一郎
- 美術監修：西岡善信
- 海報設計：原田泰治
- 殺陣・所作：久世浩
- 殺陣：久世七曜会、オフィスビッグ
- 效果：栩野幸知
- 特殊造型：江川悦子
- 現像：東京現像所
- 製作協力：松竹京都映画

## 得獎獎座
- 日本電影金像獎美術獎
- ジンバブエ電影節最優秀獎
- DVD特典映像『幕末という時代』獲得産業電影・影像競賽販售部門獎